# Absent Friends
 (janvier 2017).
Si vous disposez d'ouvrages ou d'articles de référence ou si vous connaissez des sites web de qualité traitant du thème abordé ici, merci de compléter l'article en donnant les références utiles à sa vérifiabilité et en les liant à la section « Notes et références ».
Albums de The Divine Comedy
Regeneration
(2001) Victory for the Comic Muse
(2006)
Singles
1. Come Home Billy Bird
Sortie : 22 mars 2004
2. Absent Friends
Sortie : 14 juin 2004

Absent Friends est le huitième album du groupe de pop britannique The Divine Comedy, sorti en 2004.

## Liste des titres
| 1.    | Absent Friends             | 3:40 |
| 2.    | Sticks & Stones            | 4:48 |
| 3.    | Leaving Today              | 4:18 |
| 4.    | Come Home Billy Bird       | 4:07 |
| 5.    | My Imaginary Friend        | 2:43 |
| 6.    | The Wreck of the Beautiful | 4:58 |
| 7.    | Our Mutual Friend          | 5:58 |
| 8.    | The Happy Goth             | 3:36 |
| 9.    | Freedom Road               | 3:55 |
| 10.   | Laika's Theme              | 3:07 |
| 11.   | Charmed Life               | 4:41 |
| 45:56 |                            |      |

Toutes les chansons sont écrites et composées par Neil Hannon.
| 1.  | Absolute Power                        | 3:52 |
| 2.  | Our Mutual Friend (Early Idea)        | 4:08 |
| 3.  | The Bird Evolution                    | 3:24 |
| 4.  | Girl Least Likely                     | 3:59 |
| 5.  | Mr Right                              | 3:22 |
| 6.  | Sticks & Stones (Demo)                | 4:35 |
| 7.  | The Dark Horse                        | 2:59 |
| 8.  | Idaho                                 | 4:06 |
| 9.  | All Things (Alternate Version)        | 4:37 |
| 10. | Rose For The Lady                     | 4:19 |
| 11. | Smiler                                | 3:11 |
| 12. | Absent Friends (Demo)                 | 3:38 |
| 13. | Anthem For Bored Youth (Demo)         | 3:04 |
| 14. | Our Mutual Friend (Alternate Version) | 5:28 |
| 15. | Antidepressant                        | 1:15 |
| 16. | Windy Pop                             | 3:17 |
| 17. | Laika's Theme (The Promise)           | 2:19 |
| 18. | Charmed Life (Alternate Version)      | 4:47 |

## Anecdotes
La chienne Laika, premier être vivant à être envoyé dans l'espace est l'objet de Laika's Theme. Elle y est aussi évoquée dans la chanson Absent Friends elle-même.
Absent Friends évoque Jean Seberg, Woodbine Willie, Steve McQueen, Laika et Oscar Wilde.

## Invités spéciaux
- Lauren Laverne : chant sur Come Home Billy Bird
- Yann Tiersen : accordéon sur Sticks & Stones

## Musiciens additionnels
- Miggy Barradas : batterie sur les titres 2, 4, 8 et 11
- Rob Farrer : percussions sur les titres 1, 3, 4, 6, 7 et 8
- Simon Little : double basse, sur le titre 8
- Crispin Robinson : congas sur les titres 4 et 8
- Joby Talbot : piano sur le titre 9